# Surprise
Pour les articles homonymes, voir Surprise (homonymie).

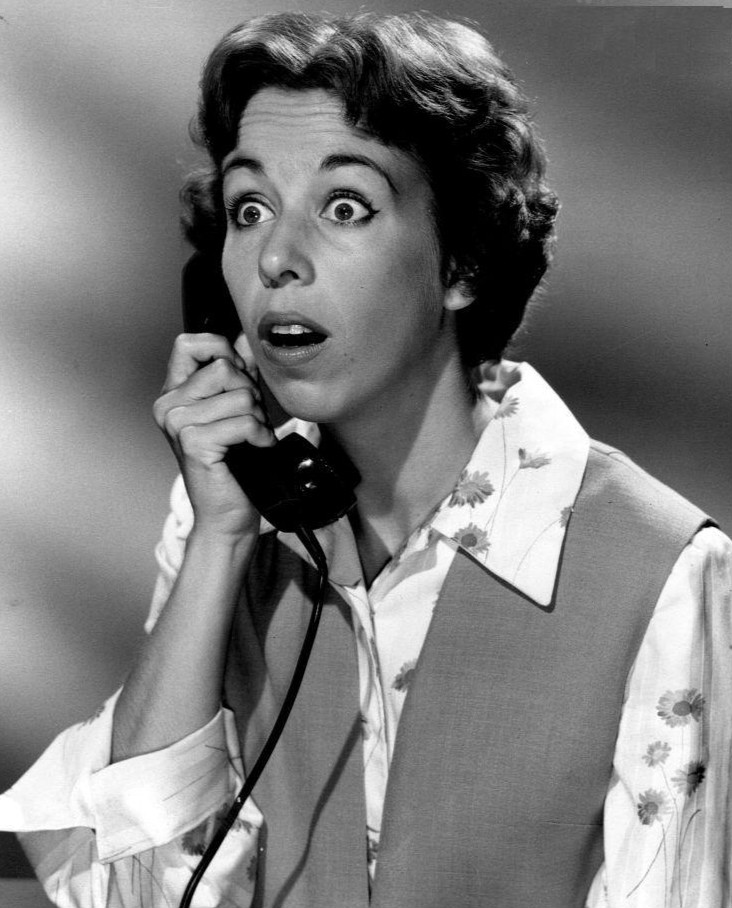
L'actrice américaine Carol Burnett feint la surprise durant le tournage d'un film.

La surprise est une émotion provoquée par une information ou un événement inattendu. Elle est généralement de courte durée, puis finit par s'estomper et quelquefois laisser place à une autre émotion comme la peur, la colère, la joie…
Par métonymie, on dénomme aussi surprise la cause de cette émotion, telle qu'elle est signifiée dans l'expression « faire une surprise ».

## Définition
Selon le dictionnaire Larousse, le terme surprise est défini comme l'« état de quelqu'un qui est frappé par quelque chose d'inattendu », ainsi que l'événement, lui-même.
Selon le CNTRL, le mot surprise est défini plus simplement comme le « fait d'être surpris, pris au dépourvu; état de trouble, émotion qui en découle. » et par métonymie, « toute émotion perceptible à la suite de cet état. » .

## Étymologie
Le mot surprise est un substantif dérivant du verbe « surprendre », lui même dérivé du dérivé du verbe prendre avec le préfixe sur-. Selon le dictionnaire de l'ancienne langue française et de tous ses dialectes du IXe au XVe siècle écrit par Frédéric Godefroy, le terme « sourprise » signifiait « impôt extraordinaire », « exaction ».

## Aspects ethnologiques et sociaux

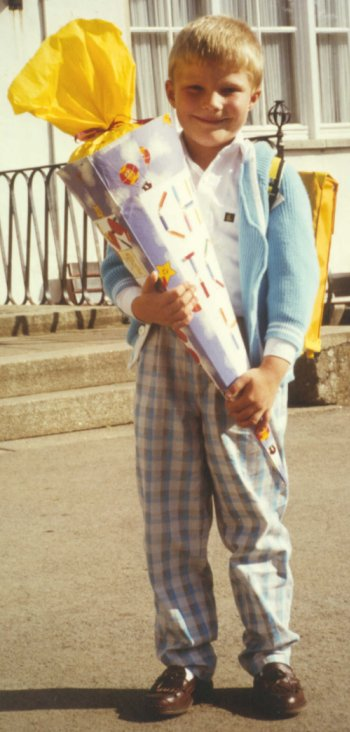
Enfant avec sa pochette surprise.

### Surprise et marketing
Christian Derbaix et Michel Tuan Pham, tous deux spécialistes du comportement du consommateur et auteurs d'une synthèse au sujet d'un développement des mesures de l'affectif en marketing, indiquent dans leurs recherches que la composante affective est présente dans la très grande majorité des comportements de consommation.
La surprise est donc un élément important dans le cadre affectif lié à un achat de consommation et dont use fréquemment la publicité. Il s'agit non seulement de surprendre le consommateur avec un nouveau produit (téléphone, aspirateur, voiture, parfum) mais aussi de soigner sa présentation, son conditionnement, son caractère innovateur, afin que ce produit puisse entraîner, à la suite de l'effet de surprise, une pulsion d'achat irrésistible. Le phénomène de surprise devient ainsi pour les concepteurs et les distributeurs du produit un principe majeur d'une gestion de marketing.

### Surprise et cadeau
Le terme surprise est souvent utilisé dans le sens d'offrir un cadeau de façon imprévue ou surprenante. La pochette-surprise, offerte en cadeau aux enfants qui apprécient son côté imprévu en est un exemple connu.
À la suite d'une idée du chef d'entreprise Michele Ferrero qui jugeait les ventes d'œufs en chocolat trop saisonnières eut l'idée de créer es œufs traditionnels contiendraient une mini-surprise. Ainsi est né, au printemps 1974, l'œuf « Kinder Surprise », sous le nom original italien de « Kinder Sorpresa ».

### Surprise et humour
La surprise (ou effet de surprise) tient une place prépondérante dans l'humour. Elle prend souvent la forme d'une révélation soudaine qui donne une tout autre signification à une situation.
L'émission de télévision canadienne tournée en caméra cachée Surprise sur prise conçue par l'humoriste québécois Marcel Béliveau, d'abord diffusée au Québec à partir de septembre 1987 à TQS, puis à Radio-Canada puis  sur de nombreuses chaînes de télévision francophones dans le monde, est l'exemple typique de l'émission d'humour basée sur le phénomène de surprise et dont le titre est sans équivoque.

### Autres usages du terme surprise
La surprise est également nom d'un morceau de viande de bœuf, un muscle qui se fixe sur l'omoplate et qui surprend le consommateur par sa bonne qualité gustative. Les bouchers le dénomment également la pièce parée ou le dessus de palette.
L'expression « éviter une (ou toute) mauvaise surprise » est souvent employée pour désigner un événement souvent prévisible et pouvant entraîner des désagréments.

## La surprise dans les arts
La surprise est un élément de narration couramment utilisé dans le théâtre, le roman, le cinéma, etc. pour renverser une situation, afin d'éveiller l'intérêt du spectateur ou de soulager la tension narrative. Une surprise qui modifie radicalement la situation est appelée coup de théâtre.

### Dans la peinture
De nombreuses œuvres de peintres divers de toutes les époques et de nombreux mouvements picturaux représentent l'étonnement ou la surprise. Le tableau de l'artiste peintre le plus prestigieux de l'École hollandaise du XVIIe siècle Rembrandt, dénommé Le Festin de Balthazar est une des représentations les plus célèbres de la surprise .
John Collier, artiste peintre britannique préraphaélite, considéré comme un des grands portraitistes de sa génération, a signé de nombreuses œuvres représentant l'état de surprise avec des personnages figés dans l'émotion, tel que le tableau Fire dans lequel une jeune fille est surprise par l'incendie de sa maison au sein même de sa chambre ou le tableau The Sentence of death  dans lequel un homme malade regarde le spectateur, complètement choqué, alors que le médecin vient de lui indiquer le diagnostic fatal à son patient.
La représentation de la surprise peut cependant être plus légère, voire comique, comme ce tableau de Louis Béroud dénommé L'inondation qui représente le peintre en train de copier le tableau du peintre Rubens dénommé le débarquement de Marie de Médicis alors que celui-ci prend vie et que ses eaux commencent à inonder la galerie du Musée du Louvre.

Quelques vues sur des tableaux représentant l'étonnement et la surprise
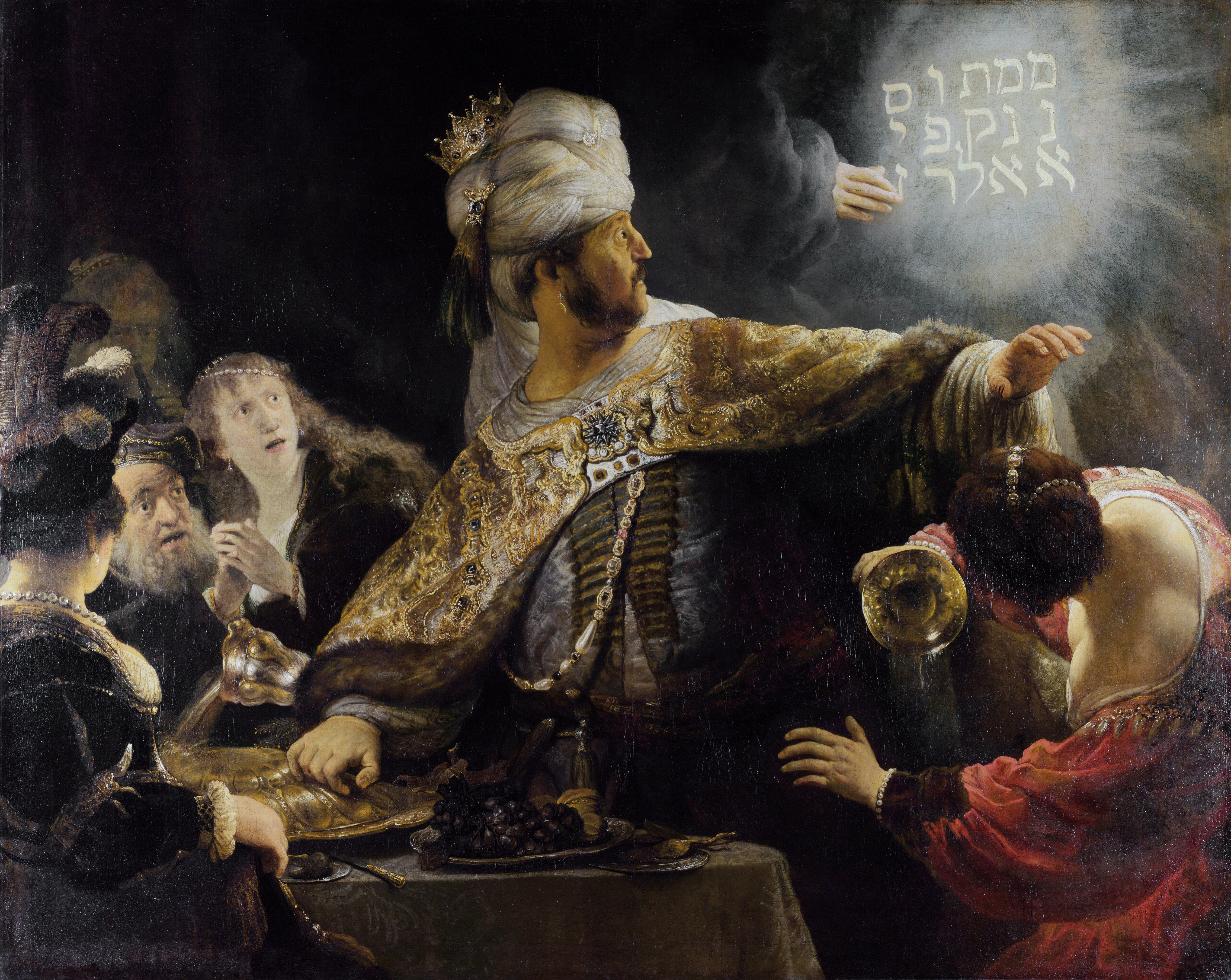
Le festin de Balthazar de Rembrandt.
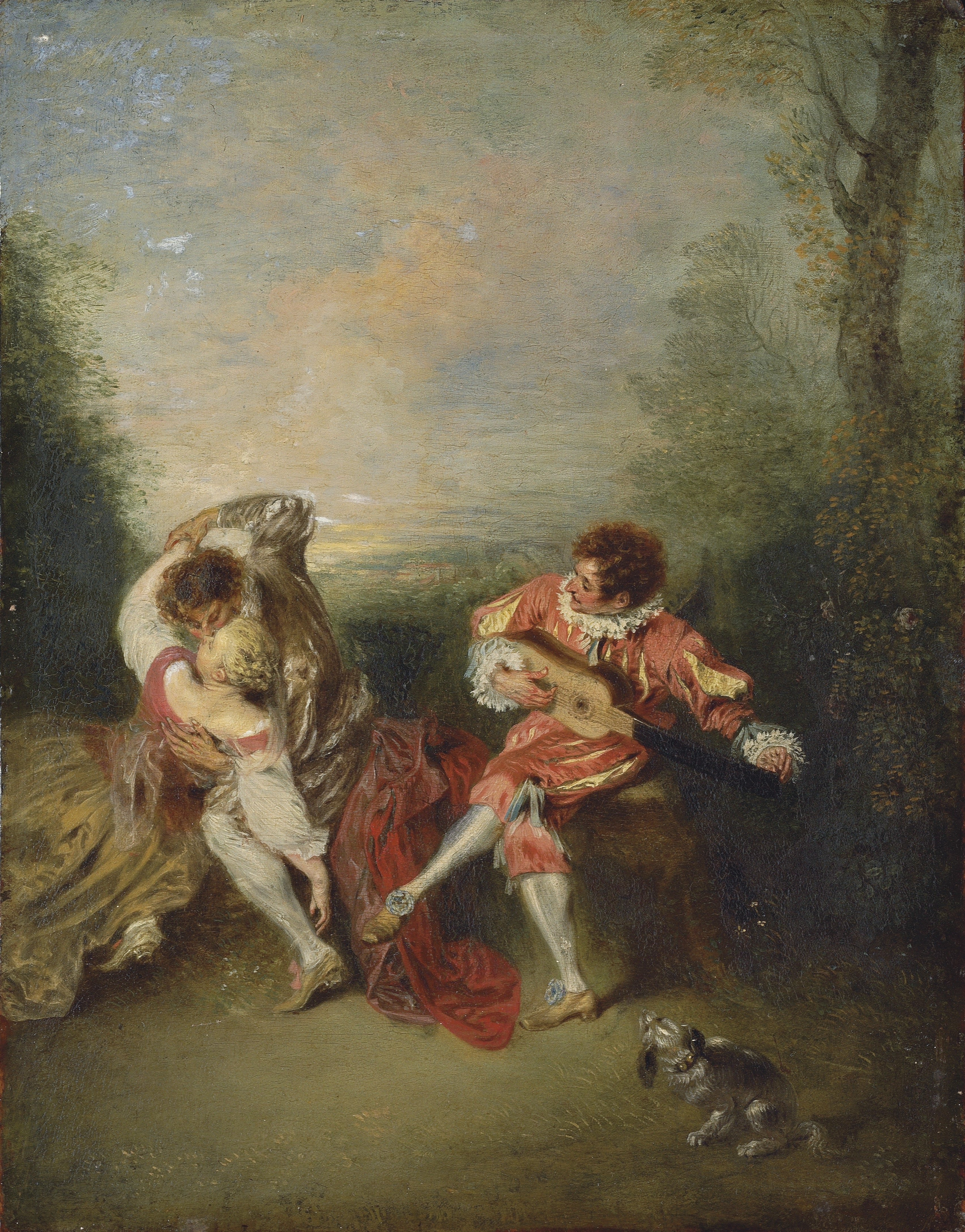
La surprise d'Antoine Watteau.
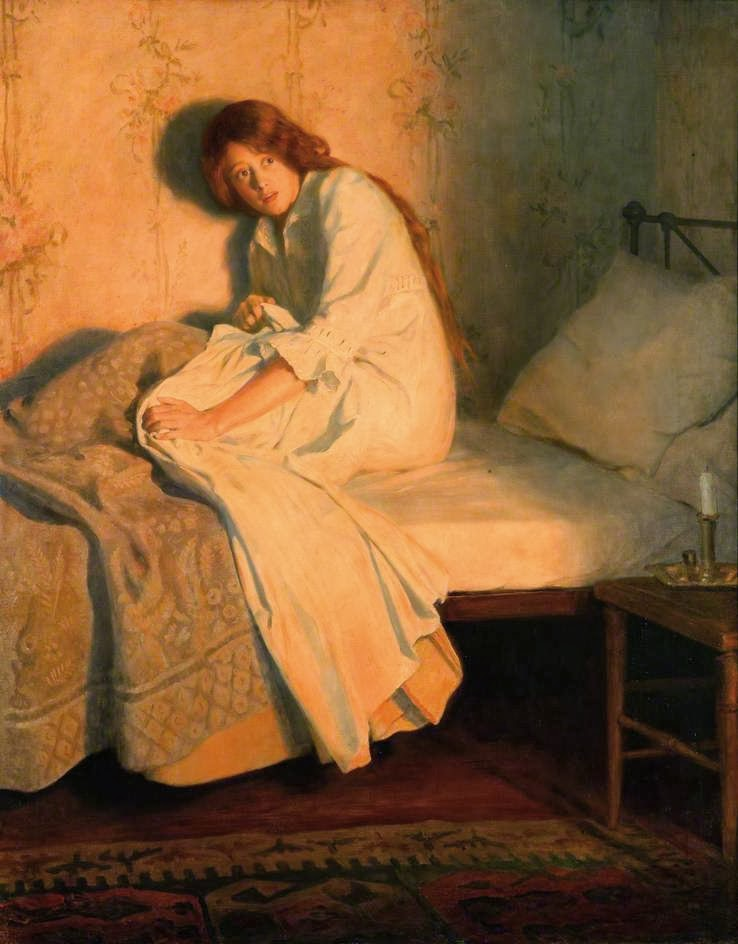
Fire de John Collier.
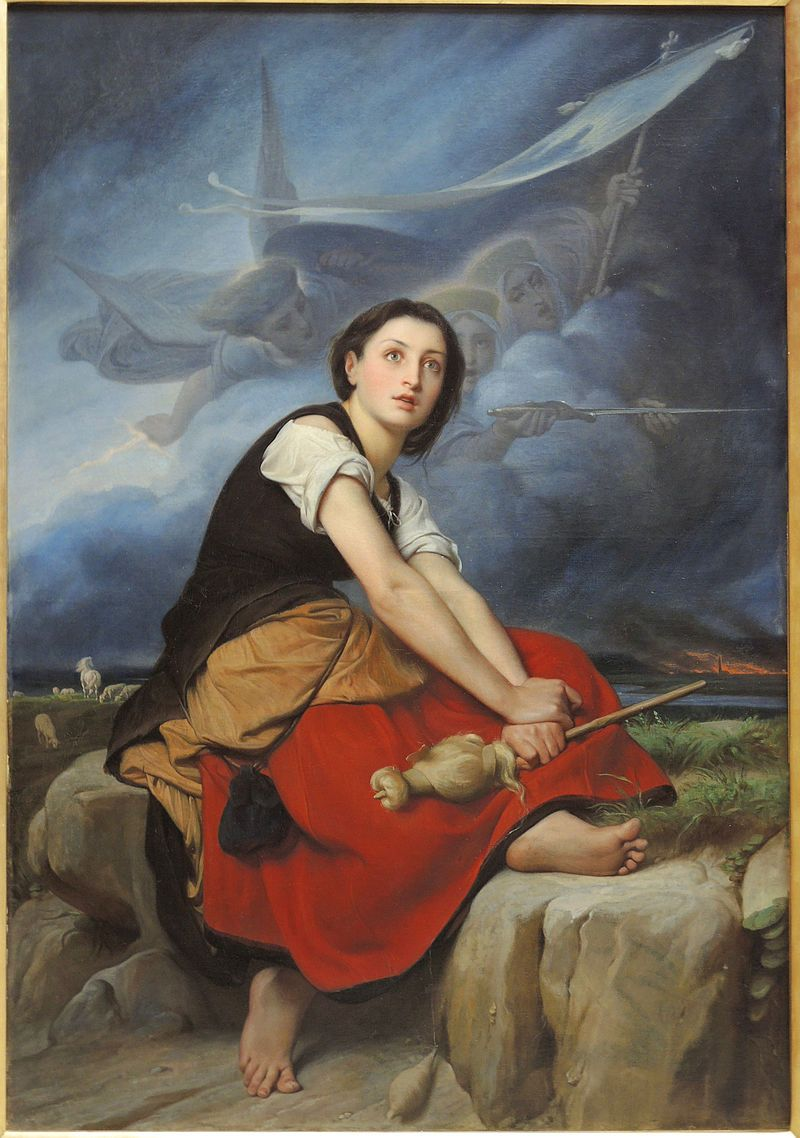
Jeanne d'arc écoutant les voix de Bénouville.
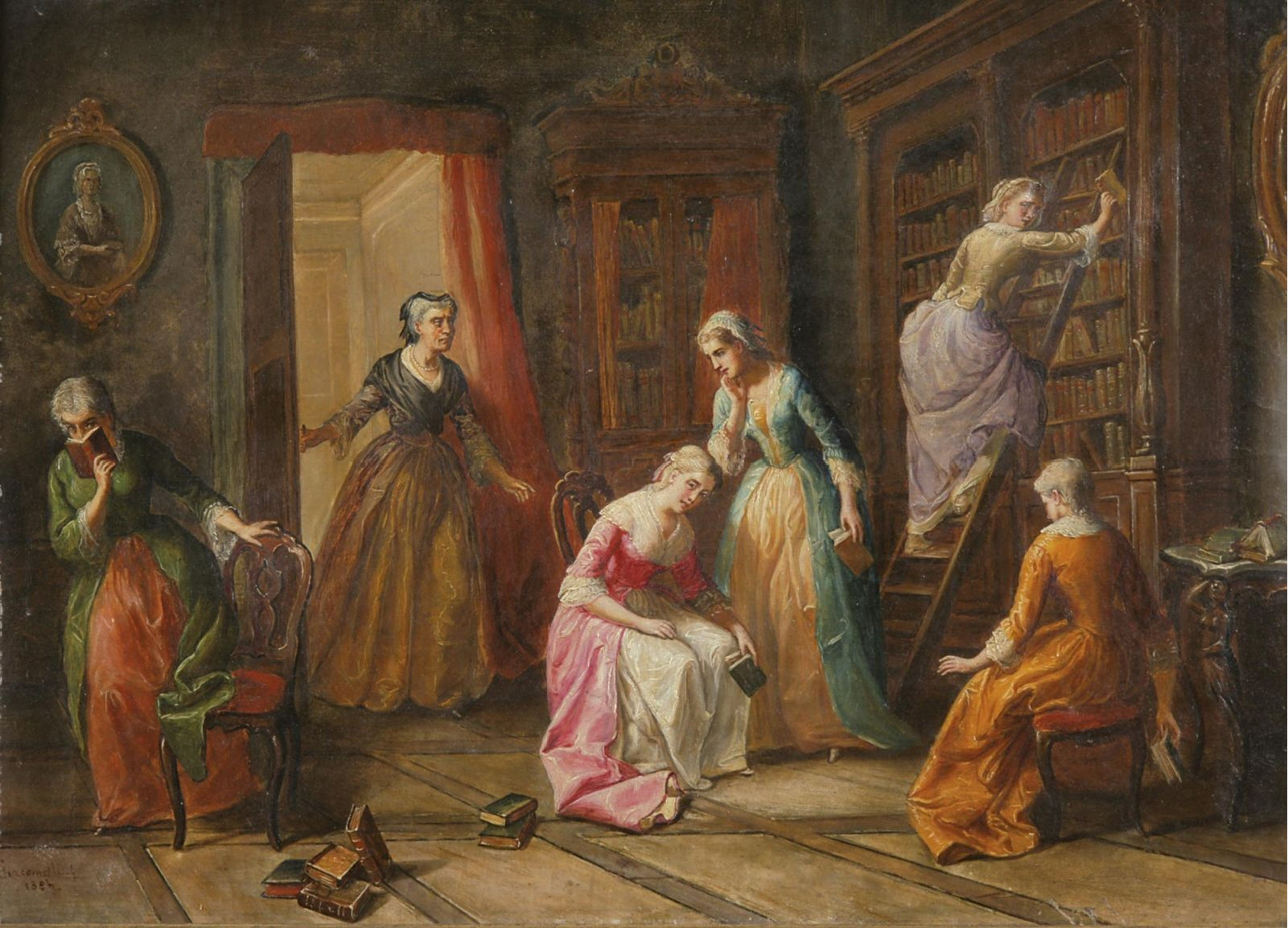
Littérature interdite de Félix-Henri Giacomotti.
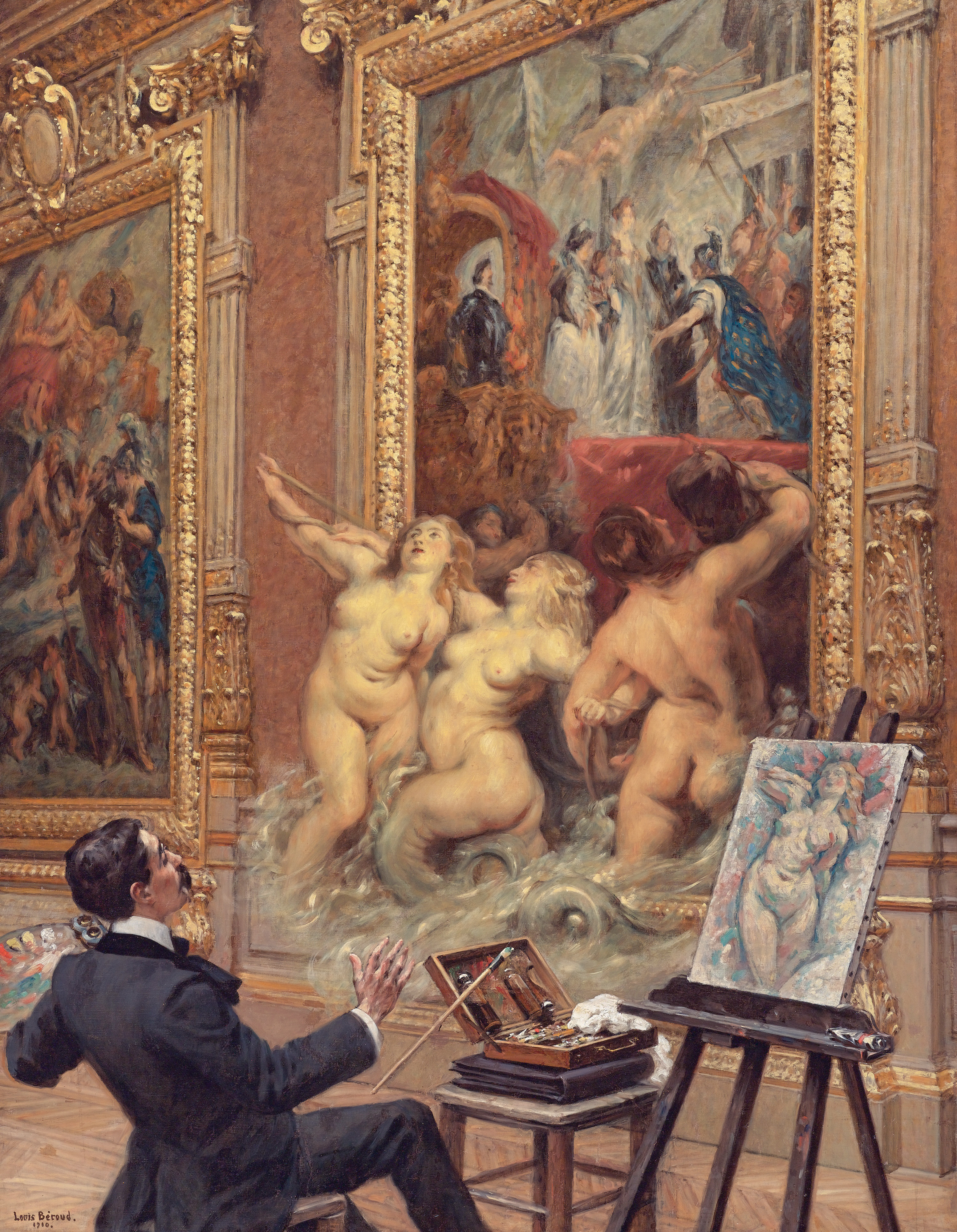
L'inondation de Louis Béroud.
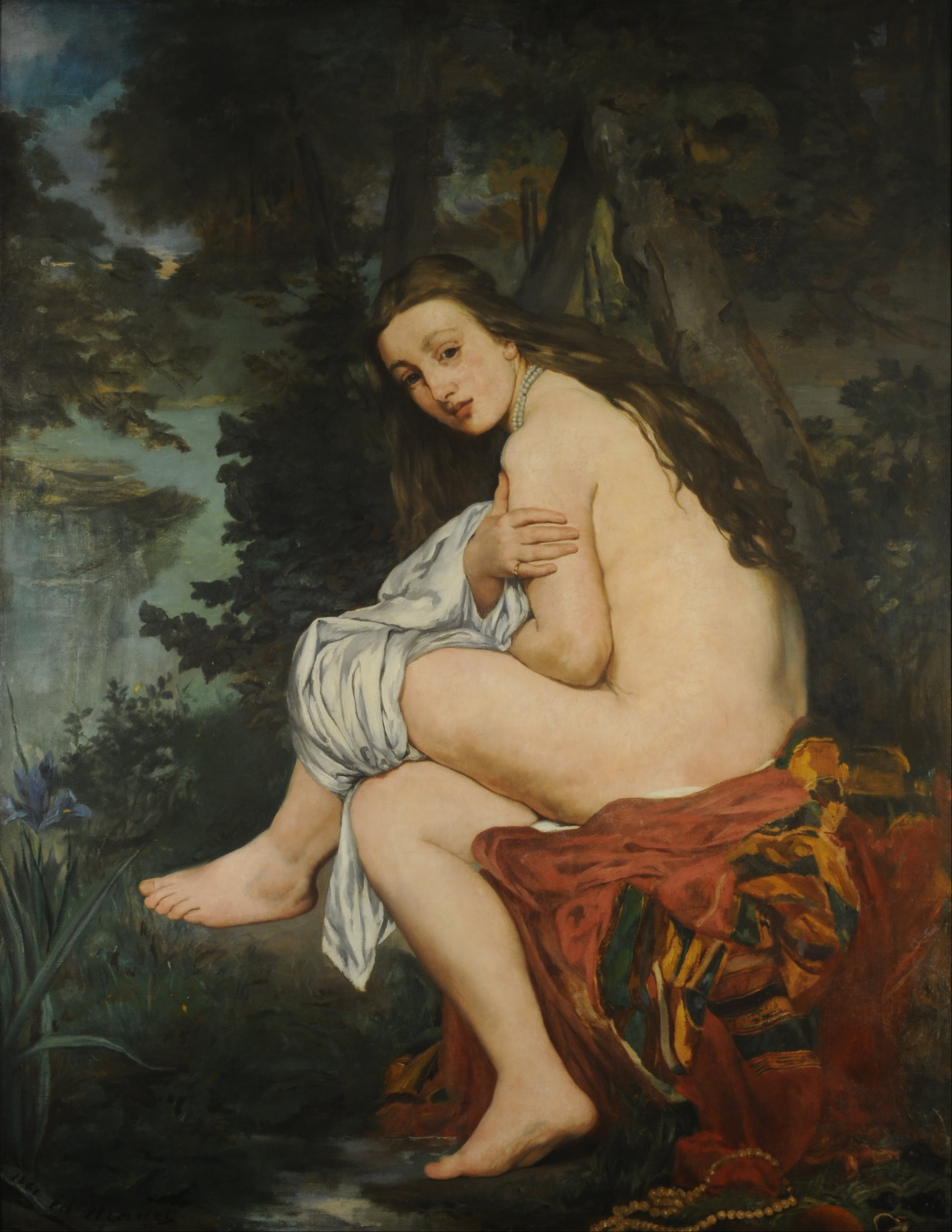
La Nymphe surprise d'Édouard Manet.

### Dans la littérature
- 1722 : La Surprise de l'amour est une comédie en trois actes et en prose de Marivaux, représentée pour la première fois au théâtre.
- 1883 : Une surprise, est une nouvelle de l'écrivain français Guy de Maupassant.
- 1973 : La Surprise (titre original : HMS Surprise) est un roman historique de Patrick O'Brian, dont l'histoire se déroule durant les guerres napoléoniennes.

### Au cinéma
Titres de films avec le mot surprise
- 1904 : Une bonne surprise est un film français réalisé par Georges Méliès sorti au début du cinéma muet.
- 1933 : Les Surprises du divorce est un film français réalisé par Jean Kemm.
- 1942 : Les Surprises de l'amour (film, 1942) est un cartoon de Tom et Jerry réalisé par William Hanna et Joseph Barbera.
- 1947 : Voyage Surprise est un film français de Pierre Prévert.
- 1952 : Les Surprises d'une nuit de noces est un film français réalisé par Jean Vallée.
- 1994 : La Surprise (titre original Milk Money) est un film américain réalisé par Richard Benjamin.
- 2007 : Surprise ! est un court métrage français réalisé par Fabrice Maruca.

### Dans la bande dessinée
- 1976 : Surprise est un journal de BD pour adultes publié sous la direction du dessinateur néerlandais Willem, dont cinq numéros sont édités par les éditions du Square entre février et octobre[11].

### Dans la chanson
- 1997 : No Surprises est une chanson extraite de l'album OK Computer du groupe britannique Radiohead.